# Kajman czarny
Kajman czarny (Melanosuchus niger) – gatunek gada z rodziny aligatorowatych.

## Występowanie
Występuje w północnej części Ameryki Południowej na terenach Boliwii, Brazylii, Kolumbii, Ekwadoru, Gujany Francuskiej, Gujany, Peru oraz Wenezueli (prawdopodobnie). Na wolności żyje ok. 25-50 tys. osobników.
Jest słodkowodnym gatunkiem gada. Preferuje rzeki i strumienie o spokojnym nurcie, a także jeziora i zalewowe obszary podczas pory deszczowej.

## Charakterystyka

### Morfologia
Samce dorastają do 4 m (zgłaszano również okazy sześciometrowe, lecz nie zostało to potwierdzone). Uważany za największego przedstawiciela aligatorowatych. Ciemno ubarwiony, na dolnej szczęce szare paski, które u starszych osobników stają się brązowe. Na bokach ciała jasnożółte lub białe paski, bardziej wyraziste u młodych zwierząt. Wyglądem odbiega od pozostałych kajmanów, szczególnie czaszka, która ma wyraźnie większe oczy i stosunkowo węższy pysk. Podobnie jak u innych ma kostny twór rozszerzający od oczu w dół pyska.

### Pokarm
Jest drapieżnikiem. Poluje na ryby oraz mięczaki, ale również wodne kręgowce, w tym duże kapibary.

### Rozmnażanie
Podczas pory suchej samica buduje gniazdo w kształcie kopca o średnicy ok. 1,5 m, do którego składa od 30 do 65 jaj. Jaja są eliptyczne i ważą średnio około 143 g. Gniazda mogą być usytuowane zarówno w ukrytym jak i otwartym miejscu, często w pobliżu gniazd innych samic. Samica pozostaje w pobliżu gniazda. Kiedy młode mają się wylęgać samica odgrzebuje gniazdo i pomaga młodym wydostać się z niego. Okres inkubacji trwa pomiędzy 42 a 90 dni i zbiega się z początkiem pory deszczowej.